# Xã Lone Tree, Quận Perkins, Nam Dakota
Xã Lone Tree (tiếng Anh: Lone Tree Township) là một xã thuộc quận Perkins, tiểu bang Nam Dakota, Hoa Kỳ. Năm 2010, dân số của xã này là 19 người.